# سهم سگان شکاری
سهم سگان شکاری (به فرانسوی: La Curée) با نام اصلی ذِبح، رمانی است از نویسنده، نمایش نامه نویس و روزنامه‌نگار فرانسوی، امیل زولا که در سال ۱۸۷۲ در فرانسه منتشر شد. این کتاب دومین جلد از مجموعهٔ ۲۰جلدی روگن ماکار است و در برخی از ترجمه‌های انگلیسی، به نام «پس ماندهٔ غذا» نیز ترجمه گردیده است. سهم سگان شکاری شرح زندگی و گذران روزگار [به زعم زولا] تازه به دوران رسیده‌ها در زمان امپراتوری دوم فرانسه است. تقریر داستان کتاب به شکلی است که به نوعی به راکد ماندن بازسازی بافت پاریس در سال‌های ۱۸۵۰ تا ۱۸۶۰ می‌پردازد. ترجمهٔ تحت‌الفظی اثر در فرانسه به معنی صحنهٔ بعد از شکار است که سگ شکاری، بعد از سقوط شکار، به دنبالش می‌رود تا آن را بیابد.

## شخصیت‌های اصلی کتاب
- آریستید (روگُن) ساگار - سفته‌باز
- رنه ساگار، همسر آریستید ساگارد
- ماکسیم روگُن، فرزند آریستید - شیک‌پوش
- سیدونه روگُن، خواهر آریستید - دلاله
- اوژن روگُن، برادر آریستید - سیاستمدار
- مادام لارنس - دلاله

## ترجمه به فارسی
این کتاب با مشخصات زیر در ایران چاپ شده است:
- زولا، امیل، سهم سگان شکاری، ترجمهٔ محمدتقی غیاثی، تهران، نیلوفر، ۱۳۶۲.